# Sahara Las Vegas
Het Sahara Las Vegas (voorheen SLS Las Vegas en daarvoor ook Sahara Las Vegas) is een hotel en casino aan de Strip in Las Vegas, Nevada, Verenigde Staten. Het Sahara hotel en casino, dat op 7 oktober 1952 werd geopend, sloot zijn deuren op 16 mei 2012 omdat het hotel niet langer winstgevend was. Het hotel was eigendom van SBE Entertainment, die van plan waren het hotel te verbouwen en te hernoemen om het vervolgens te heropenen. Op 13 februari 2013 werden die plannen concreet en werd bekend dat hotel verbouwd en hernoemd zou worden naar SLS Las Vegas. In 2019 is het hotel doorverkocht aan de nieuwe eigenaar Meruelo Group. Nadat het hotel gerenoveerd is, is de naam weer terug gewijzigd naar Sahara Las Vegas.

## Geschiedenis

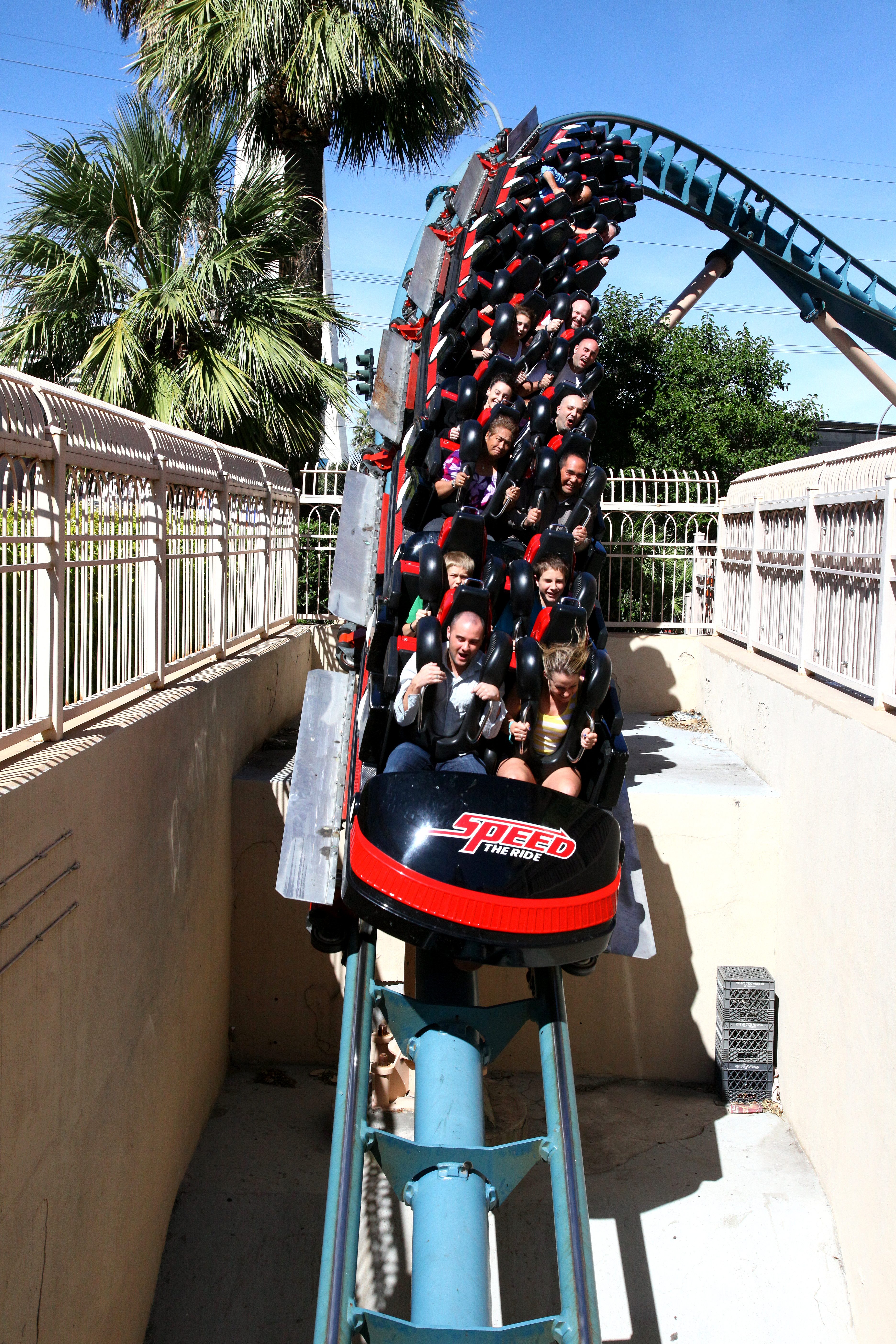
De achtbaan "Speed - The Ride" van het Sahara.

Het Sahara werd in 1952 geopend door eigenaar Milton Prell. Het hotel werd door Del Webb op dezelfde plek gebouwd als de voorgaande Club Bingo die failliet ging in 1950. Het hotel was het zesde dat geopend werd op de strip. In de eerste jaren van het hotel werd het vooral bekend vanwege de shows die er gehouden werden. Zo traden onder anderen Louis Prima, Keely Smith en Sam Butera samen op in het Sahara.
In 1961 werd het hotel overgekocht door de ontwikkelaar, Del Webb. Na de overname werd de vierentwintig verdiepingen hoge toren aan het hotel toegevoegd en werd er een Don the Beachcomber-restaurant geopend in het hotel. Dit zorgde ervoor dat het hotel nog meer toeristen trok. Eind 1970 en begin 1980 kwamen het hotel en Del Webb in financiële problemen. Dit zorgde ervoor dat het Sahara voor vijftig miljoen dollar aan Paul Lowden (Archon Corporation) werd verkocht in 1982.
In 1995 werd het hotel door Archon Corpotation verkocht aan Bill Bennett. Onder het beheer van Bill Bennett vond er een grote verbouwing plaats waarbij het zwembad werd verplaatst en de toren werd verhoogd naar zevenentwintig verdiepingen. Ook werd de achtbaan "Speed - The Ride" gebouwd bij het hotel. Bill Bennett beheerde het hotel tot zijn dood in 2002, waarna hij het doorgaf aan zijn familie.
Na de dood van Bill Bennett ontstonden er in 2006 geruchten dat het hotel zijn deuren zou gaan sluiten en verkocht zou worden. Later dat jaar werd het gerucht bevestigd toen bekend werd gemaakt dat het Sahara en het naastgelegen Wet 'n Wild park te koop staan. Op 2 maart 2007 werd bekendgemaakt dat Sam Nazarian en Stockbridge Real Estate Group tot een overeenkomst waren gekomen om het hotel en de bijbehorende grond te kopen voor een bedrag van tussen de driehonderd en vierhonderd miljoen dollar.
In 2011 werd door manager Sam Nazarian bekendgemaakt dat het hotel zijn deuren zou sluiten op 16 mei 2011. Het hotel zou volgens de eigenaar niet langer winstgevend zijn. Ook gaf Nazarian aan dat 1.600 werknemers zouden worden geholpen met het vinden van een nieuwe baan. Dit zorgde er tevens voor dat alleen nog het Tropicana, Flamingo en Riviera overbleven als nog geopende hotels en casino's van voor 1960.
De laatste gast werd op 16 mei 2011 om 12.00 uur plaatselijke tijd uitgecheckt en om 14.00 uur werd er een eind gemaakt aan het negenenvijftig jaar lang geopende hotel. Alle al gereserveerde kamers werden overgeplaatst naar Circus Circus en op 16 juni van hetzelfde jaar begon de veiling van alle spullen in het hotel. De laatste veilingdag was op 4 september waarna het volledige hotel leeg was.
Een maand na de laatste veilingdag, op 2 november, werd bekendgemaakt dat het oude Sahara volledig zou worden verbouwd. Het hotel zou een ander thema, een ander uiterlijk en een andere naam krijgen om het vervolgens weer te heropenen. De achtbaan die bij het hotel hoorde is wel verkocht en zou worden verplaatst en mogelijk worden verbouwd.
Op 13 februari 2013 werd door de CEO van SBE Entertainment bekendgemaakt dat het hotel verbouwd wordt en hernoemd zou worden naar SLS Las Vegas. De verbouwing heeft in totaal 415 miljoen dollar gekost. Het hotel heeft meer dan zestienhonderd kamers gekregen. Ook wilde de nieuwe eigenaar vier nieuwe nachtclubs, een groot nieuw winkelcentrum en verschillende restaurants bouwen. De verwachting was dat het hotel in de herfst van 2014 zou openen. Middernacht op 23 augustus 2014 is SLS Las Vegas officieel geopend.
In 2019 is de naam van het hotel weer terug gewijzigd naar Sahara Las Vegas, nadat het hotel is doorverkocht aan Meruelo Group die het heeft gerenoveerd voor honderd miljoen dollar.

## Ligging
Het Sahara was een van de eerste hotels aan de Strip en is het meest noordelijke hotel van de strip. Het werd aan de zuidkant vergezeld door het Wet 'n Wild-park. Dit werd echter gesloopt in 2004 en kwam in 2006 samen met het Sahara te koop te staan. Het eerste aangrenzende hotel aan de zuidkant is het Riviera. Tevens is het Sahara de laatste stop van de Las Vegas Monorail. De ingang van dit station is via het hotel te bereiken.

## Ontwerp

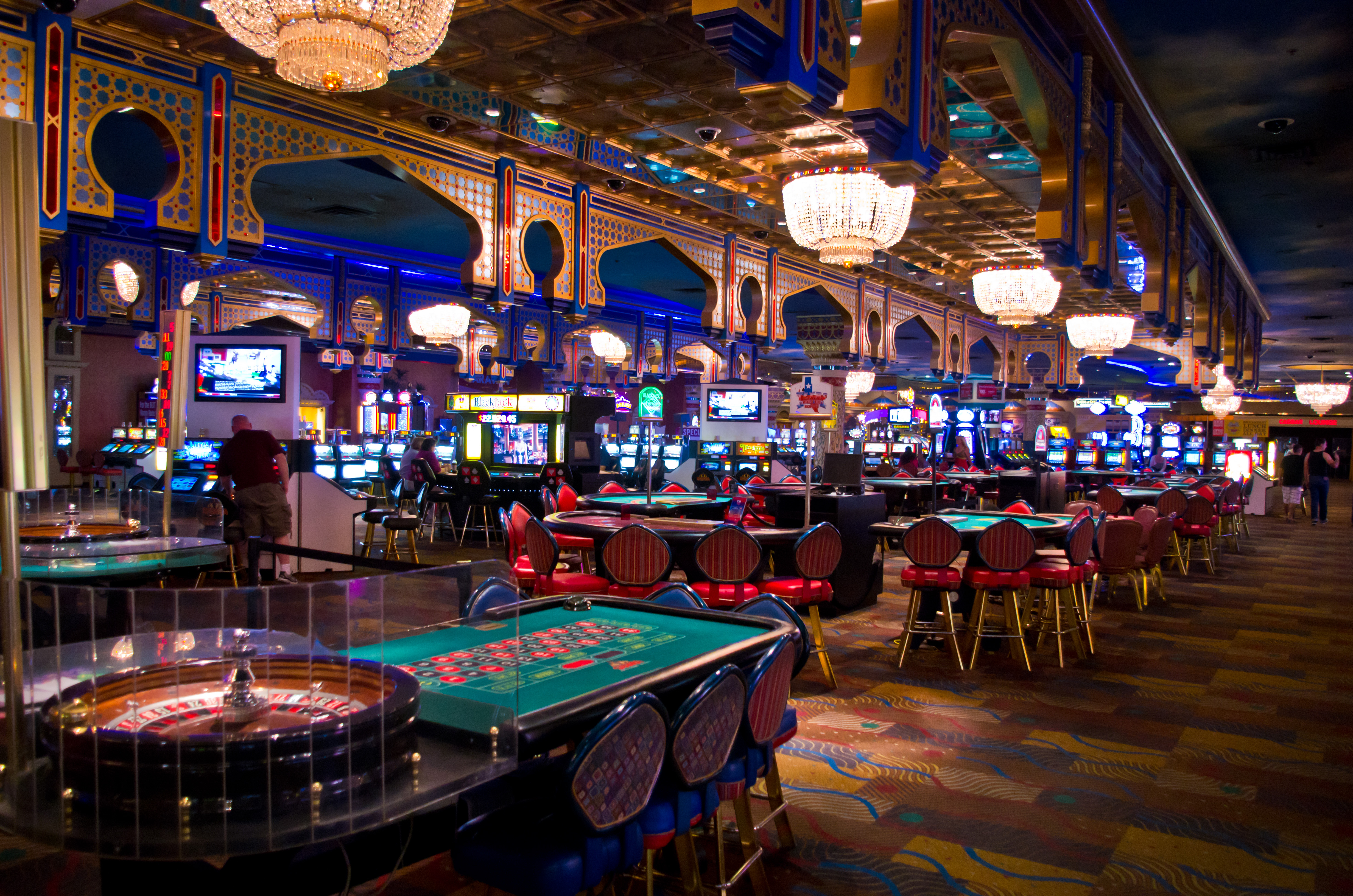
Het Marokkaanse thema in het casino van het Sahara.

Het hotel was tot op 2011 een van de oudste nog geopende hotels. Het hotel werd in 1952 gebouwd door Del Webb die een Marokkaans thema in het hotel had toegepast. Het hotel bestond uit 1.720 kamers die over 27 verdiepingen waren verspreidt. Het hotel had een eigen casino van 7.900 m², verschillende restaurants, een zwembad en parkeergarage voor de gasten en bezoekers.

### Speed - The Ride
Het hotel en casino had een achtbaan voor het hotel. De achtbaan, genaamd: "Speed - The Ride", schoot vanuit zijn perron in het hotel richting Sahara Avenue. Vervolgens draaide de baan de Las Vegas Boulevard op waar hij een looping doorliep en vanaf de looping ging de baan verder onder het reclamebord door om vervolgens recht voor de ingang omhoog te gaan. Daar kwam de trein tot stilstand alvorens deze dezelfde route weer terugging naar het station.
Na de sluiting van het hotel en casino is de achtbaan verkocht. Deze zal naar een andere plaats op de strip worden verplaatst en mogelijk voor een gedeelte worden verbouwd.